# Sant Martí de Cornellà de la Ribera

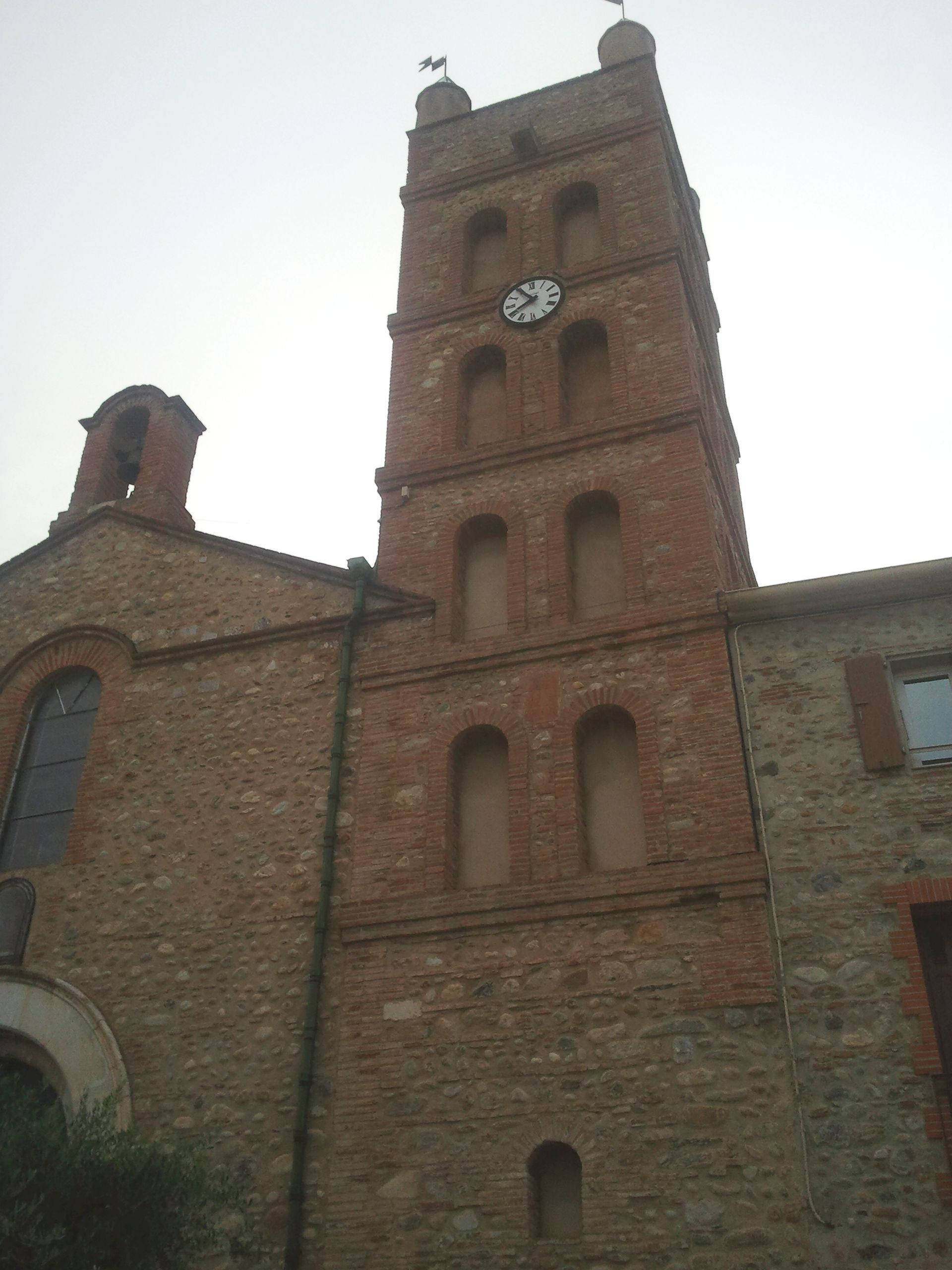
El campanar

Sant Martí de Cornellà de la Ribera és l'església parroquial del poble de Cornellà de la Ribera, a la comarca del Rosselló (Catalunya Nord).
Està situada dins del nucli de població de Cornellà de la Ribera, al bell centre de la cellera primigènia del poble.
Des del 898 aquesta església depenia del monestir de la Grassa. El 1145 fou reconstruïda i el bisbe d'Elna Udalgar de Castellnou la consagrà de nou, alhora que li confirmava el terme, els delmes, les primícies i les oblacions, els cementiris i els alous.
Aquesta església ha sofert moltes transformacions al llarg dels segles, les darreres de les quals, molt poc afortunades. Del temple romànic, no en queda res, tot i que conserva el mateix emplaçament que el temple primitiu.